# Смак вишні
 «Смак вишні» (перс. طعم گیلاس, фр. Le goût de la cerise) — французько-іранський фільм-драма 1997 року, яку поставив режисер Аббас Кіаростамі. Фільм здобув Золоту пальмову гілку 50-го Каннського кінофестивалю 1997 року, розділивши нагороду зі стрічкою Вугор японського режисера Сьохея Імамури .

## Сюжет
Чоловік середніх років планує вчинити самогубство і вже викопав собі могилу в горах, але йому потрібен хтось, хто зариє його землею. Він вирушає до Тегерана, щоб найняти помічника. Він намагається умовити молодого солдата-курда, який від нього втікає, потім — афганця, студента медресе, який читає йому проповідь про гріх самогубства. Нарешті він зустрічає старого азербайджанця-таксидерміста, який погоджується виконати запропоновану роботу, проте прагне переконати пана Баді відмовитися від свого наміру, розповівши, що в минулому і сам хотів повіситися, але його утримав від самогубства смак вишні, що став символом життя:
|  | Ніяка мати не може зробити так багато для своїх дітей, як Бог робить для своїх створінь. Ви хочете здатися, відмовитися від усього цього? Ви хочете відмовитися від смаку вишень?.. |

## У ролях
| • Хомаюн Ершаді         | … | Баді            |
| • Абдолрахман Багері    | … | містер Баґгері  |
| • Афшин Хоршид Бахтіарі | … | солдат          |
| • Сафар Алі Мораді      | … | солдат          |
| • Мір Хусейн Нурі       | … | студент медресе |

## Знімальна група
- Автор сценарію — Аббас Кіаростамі
- Режисер-постановник — Аббас Кіаростамі
- Продюсери — Ален Депардьє, Аббас Кіаростамі
- Оператор — Хомаюн Пайвар
- Монтаж — Аббас Кіаростамі

## Нагороди та номінації
| Нагороди та номінації фільму «Смак вишні» | Нагороди та номінації фільму «Смак вишні» | Нагороди та номінації фільму «Смак вишні» | Нагороди та номінації фільму «Смак вишні» | Нагороди та номінації фільму «Смак вишні» | Нагороди та номінації фільму «Смак вишні» |
| Рік                                       | Кінофестиваль/кінопремія                  | Категорія/нагорода                        | Номінант                                  | Результат                                 |                                           |
| ----------------------------------------- | ----------------------------------------- | ----------------------------------------- | ----------------------------------------- | ----------------------------------------- | ----------------------------------------- |
| 1997                                      | Каннський міжнародний кінофестиваль       | Золота пальмова гілка                     | Смак вишні                                | Перемога                                  |                                           |
| 1998                                      | Спілка кінокритиків Бостона               | Найкращий фільм іноземною мовою           | Смак вишні                                | Перемога                                  |                                           |
| 1998                                      | Спільнота кінокритиків Нью-Йорка          | Найкращий фільм іноземною мовою           | Смак вишні                                | 3-є місце                                 |                                           |
| 1900                                      | Національна спілка кінокритиків США       | Найкращий фільм іноземною мовою           | Смак вишні                                | Перемога                                  |                                           |